# Rentowność
Rentowność, dochodowość – parametr odzwierciedlający efektywność posiadanych przez przedsiębiorcę kapitałów oraz efektywność gospodarowania aktywami. Wskaźniki rentowności nazywane są także wskaźnikami zyskowności lub stopami zwrotu. Mierzą one ekonomiczność wyrażaną relacją efektów do nakładów.
Miarą efektów w przypadku wskaźników rentowności jest zysk operacyjny lub zysk netto. Tak więc to wypracowywany zysk decyduje o poziomie rentowności (efektywności) wykorzystywanych zasobów. Z kolei pojęcie zyskowności rezerwowane jest zazwyczaj do określania efektywności działań przedsiębiorstwa przejawiającej się uzyskiwanymi przez przedsiębiorstwo przychodami ze sprzedaży. Tak więc zyskowność odnosi się do strumienia, podczas gdy rentowność do stanu. Wielkości osiągniętej rentowności powinny być porównywane z poprzednimi okresami, z planem, z innymi przedsiębiorstwami, bezpośrednimi konkurentami czy wskaźnikami branżowymi.
Rodzaje rentowności:
- rentowność aktywów (ROA),
- rentowność kapitałów własnych (ROE),
- rentowność – zwrot z inwestycji (ROI),
- wskaźnik rentowności sprzedaży (ROS).